# Europski pravac E75
Europski pravac E75 je europska autocesta takozvane A–klase koja spaja krajnji sjever i jug Europe: Norvešku i Kretu (Grčka).
Zemlje i gradovi kroz koje prolazi su:
- Norveška: Vardø – Vadsø – Varangerbotn – Utsjoki
- Finska: Inari – Ivalo – Sodankylä – Rovaniemi – Kemi – Oulu – Jyväskylä – Heinola – Lahti – Helsinki

trajekt
- Poljska: Gdańsk – Świecie – Toruń – Krosniewice – łódź – Piotrków Trybunalski – Częstochowa – Będzin – Katowice – Tychy – Bielsko
- Češka: Biala – Český Tesín
- Slovačka: Žilina – Trenčín – Trnava – Bratislava
- Mađarska: Mosonmagyaróvár – Győr – Tatabánya – Budimpešta – Kecskemét – Szeged
- Srbija: Subotica – Novi Sad – Beograd – Niš – Leskovac
- Makedonija: Skopje – Veles – Gevgelija
- Grčka: Solun – Larisa – Lamia – Thivai – Atena – trajekt – Haniá – Heraklion – Agios Nikolaos – Sitía

Ukupna duljina ove autoceste iznosi 5639 km.

## Vanjske poveznice
- Uvod u euro-rute
- Detaljni popisi E– autocesti